# Statistische Versuchsplanung

Geometrisches Modell für einen vollständig faktoriellen Versuchsplan mit drei Faktoren

Die statistische Versuchsplanung, kurz SVP (englisch design of experiments, DoE), umfasst alle statistischen Verfahren, die vor Versuchsbeginn angewendet werden sollten. Dazu gehören:
- die Bestimmung des minimal erforderlichen Versuchsumfanges zur Einhaltung von Genauigkeitsvorgaben, siehe Trennschärfe eines Tests
- die Anordnung von Versuchspunkten innerhalb des Faktorraums anhand eines Optimalitätskriteriums (I-, D-, A-, G-optimale Versuchspläne)
- Methoden zum Umgang mit Störgrößen wie Blöcke, Randomisierung, lateinische Quadrate
- faktorielle Pläne, vor allem fraktionierte faktorielle Pläne
- sequentielle Versuchsplanung und Auswertung (Sequentialanalyse); hier wechseln Datenerfassung und -auswertung ab, bis eine vorgegebene Genauigkeit erreicht wird

Da Versuche Ressourcen benötigen (Personal, Zeit, Geräte usw.), sieht sich der Versuchsverantwortliche in einem Zwiespalt zwischen einerseits der Genauigkeit und Zuverlässigkeit seiner erwarteten Ergebnisse und andererseits dem dazu notwendigen Aufwand. Der Begriff „Versuch“ schließt neben materiellen Versuchen die Rechnersimulationen mit ein.
Mit der statistischen Versuchsplanung wird mit möglichst wenigen Versuchen (Einzelexperimenten) der Wirkzusammenhang zwischen Einflussfaktoren (= unabhängige Variablen) und Zielgrößen (= abhängige Variable) möglichst genau ermittelt. Wichtiger Bestandteil der statistischen Versuchsplanung ist die Bestimmung des Versuchsumfanges in Abhängigkeit von Genauigkeitsvorgaben wie etwa der Risiken von statistischen Tests und der minimal interessierenden Mindestdifferenz vom Nullhypothesenwert.

## Geschichte
Die Anfänge der statistischen Versuchsplanung lassen sich bis ins 19. Jahrhundert, mit Arbeiten von Joseph Gergonne zu optimalen Versuchsplänen und der polynomiale Regression sowie Charles Sanders Peirce Veröffentlichung zu randomisierten Experimenten, zurückverfolgen. Der Grundstein der modernen statistischen Versuchsplanung wurde in den 1920er Jahren von Ronald Aylmer Fisher am heutigen Agrarforschungsinstitut Rothamsted Research des Vereinigten Königreichs gelegt. Fisher führte für Versuche grundlegende Vorgehensweisen wie Wiederholungen, zufällige Reihenfolgen, Blockbildung und Vermengungen ein. Im Zuge dessen entwickelte er zur Auswertung der Versuchsergebnisse die Varianzanalyse. Im Jahr 1935 wurde von ihm das erste Buch mit dem Titel The design of experiments zum Thema statistische Versuchsplanung veröffentlicht.
Im Jahr 1951 wurden die faktoriellen Versuchspläne von George E. P. Box und K. B. Wilson durch Methoden für Wirkungsflächenpläne ergänzt, die besser zu den Anforderungen von industriellen Experimenten passten. J. Kiefer stellte 1959 einen formalen Ansatz zur Auswahl eines Versuchsplans vor, der auf objektiven Optimalitätskriterien basiert. Durch die Einführung von Optimierungsansätzen konnte sich das Anwendungsgebiet auf die Verfahrensoptimierung in der chemischen Industrie erweitern. Durch den gestiegenen Kostendruck und dem anhaltenden Wettbewerb, vor allen Dingen in der Automobilindustrie, stieg das Interesse an der Versuchsplanung in den 1960er und 1970er Jahren. Insbesondere die Taguchi-Methode, welche das Ziel hatte robuste Prozesse zu entwickeln, erfreute sich immer größerer Beliebtheit. Daraufhin entbrannte eine Kontroverse über die Methodik, da die experimentelle Vorgehensweise deutliche Mängel aufweist. Heutzutage hat die statistische Versuchsplanung ein breites Anwendungsspektrum in der Wissenschaft und Technik.

## Zielsetzung und Nutzen

Ursache-Wirkung-Beziehung

Die experimentelle Vorgehensweise des Änderns eines Faktors nach dem anderen (one factor at a time) oder nach dem Prinzip Versuch und Irrtum (trial and error), führt nur durch Zufall zur Entdeckung des globalen Optimums und Wechselwirkungen von Einflussfaktoren werden nicht erkannt.
Im Gegensatz dazu ist die statistische Versuchsplanung eine Methodik zur systematischen Planung und statistischen Auswertung von Versuchen. Es wird mit geringem Aufwand der funktionale Zusammenhang von Einfluss- und Zielgrößen mathematisch berechnet. Die hierzu benötigten Ressourcen wie zum Beispiel Personal, Zeit und Kosten sind vor der Durchführung der Versuche bekannt und die Irrtumswahrscheinlichkeit für die Ergebnisse quantifizierbar.

## Versuchspläne
Ein Versuchsplan ist eine Liste von Experimenten, die durchgeführt werden sollen.
Im Gegensatz zur „althergebrachten“ Vorgehensweise, bei der in einer Versuchsreihe nur ein Faktor variiert wird, werden in faktoriellen Anlagen mehrere Faktoren gleichzeitig verändert.
Es werden sogenannte Versuchspläne erstellt, die Folgendes berücksichtigen:
- Anzahl der zu untersuchenden Faktoren (mind. 2)
- Art der zu untersuchenden Faktoren (nominal (= qualitativ) oder quantitativ)
- Bestehende Informationen
- Gewünschte Genauigkeit/Zuverlässigkeit der Aussagen

Klassische Pläne besitzen eine regelmäßige geometrische Form, wie der vollständige Versuchspläne oder der Teilfaktorpläne, welche eine (Hyper)Würfelstruktur aufweisen. Mischungspläne besitzen die Form eines Simplex. Darüber hinaus erweitern klassische Wirkungsflächenpläne die (Hyper)Würfelstruktur um weitere Versuchspunkte. Davon abzugrenzen sind optimale Versuchspläne, welche durch eine irreguläre geometrische Form gekennzeichnet sind.
Mit Screening-Plänen kann mit relativ wenigen Versuchen der Einfluss vieler Faktoren gleichzeitig untersucht werden, um zu erkennen, welche der Faktoren inferenzstatistisch signifikant sind, das heißt die Ausgangsvariablen verändern.
Mit Wirkungsflächenplänen kann der Zusammenhang zwischen den wenigen wichtigen Faktoren und den Zielgrößen im Detail untersucht werden, um optimale Einstellungen der Faktoren zu ermitteln.
Zu den Versuchsplänen gehören Anlagen zur Ausschaltung von Störgrößen wie Blockanlagen und Lateinische Quadrate, sequentielle Versuchspläne und faktorielle Anlagen.

## Software zur statistischen Versuchsplanung
Es gibt sowohl nicht-kommerzielle als auch kommerzielle Software im Bereich der statistischen Versuchsplanung. Diese unterscheiden sich insbesondere hinsichtlich des Funktionsumfangs, der Flexibilität und der Benutzerfreundlichkeit.
Zu den nicht-kommerziellen Lösungen zählt die Programmiersprache R, welche die Verwendung verschiedener Zusatzpakete wie OPDOE, aber auch die Nutzung der graphischen Oberfläche RCommander mit DOE-Plugin ermöglicht. Darüber hinaus stehen auch in Python mit pyDOE und in Julia mit ExperimentalDesign.jl Pakete zur statistischen Versuchsplanung zur Verfügung.
Kommerzielle Programme sind beispielsweise Design-Expert, Modde, STAVEX, Cornerstone, JMP, Minitab, Desice, STATISTICA, Visual-XSel, Fusion QbD, GlobalOptimize, Statgraphics.

## Beispiele
- Nelder-Kreise
- Blockanlagen

### Englischsprachige Standardwerke
- George E. P. Box, J. Stuart Hunter, William G. Hunter: Statistics for Experimenters. Design, Innovation, and Discovery. 2. Auflage. John Wiley & Sons, Hoboken NJ 2005, ISBN 0-471-71813-0 (Wiley Series in Probability and Statistics).
- Gertrude M. Cox, William G. Cochran: Experimental Designs. 2. Auflage. Wiley, New York NY 1992, ISBN 0-471-16203-5 (Wiley Publications in Statistics).
- Rasch D., Pilz, J., Gebhardt, A. and Verdooren, R.L., Optimal Experimental Design with R, Boca Raton, Chapman and Hall, 2011, ISBN 978-1-4398-1697-4 (Hardback)
- Angela Dean, Daniel Voss: Design and Analysis of Experiments. Springer New York, 1999, ISBN 978-0-387-98561-9 (Springer Texts in Statistics).
- Douglas C. Montgomery: Design and Analysis of Experiments. International Student Version. 7. Auflage. John Wiley & Sons, Hoboken NJ 2009, ISBN 978-0-470-39882-1.
- Raymond H. Myers, Douglas C. Montgomery, Christine M. Anderson-Cook: Response Surface Methodology. Process and Product Optimization Using Designed Experiments. 3. Auflage. John Wiley & Sons, Hoboken NJ 2009, ISBN 978-0-470-17446-3 (Wiley Series in Probability and Statistics).

### Deutschsprachige Werke
- Hans Bandemer, Andreas Bellmann: Statistische Versuchsplanung. 4. neubearbeitete Auflage. Teubner Verlag, Stuttgart 1994, ISBN 3-8154-2079-2 (Mathematik für Ingenieure und Naturwissenschaftler).
- Hans Bandemer (Hrsg.): Theorie und Anwendung der optimalen Versuchsplanung. Band 1. Akademie-Verlag, Berlin 1977 (Mathematische Lehrbücher und Monographien. 2. Abteilung: Mathematische Monographien 47).
- Hans Bandemer, Wolfgang Näther: Theorie und Anwendung der optimalen Versuchsplanung. Band 2. Akademie-Verlag, Berlin 1980 (Mathematische Lehrbücher und Monographien. 2. Abteilung: Mathematische Monographien 48).
- Klaus Hartmann (Hrsg.): Statistische Versuchsplanung und -auswertung in der Stoffwirtschaft. VEB Deutscher Verlag für Grundstoffindustrie, Leipzig 1974.
- Dieter Rasch, G. Herrendörfer, J. Bock, N. Victor, V. Guiard: Verfahrensbibliothek Versuchsplanung und – auswertung, 2. verbesserte Auflage in einem Band mit CD, R. Oldenbourg Verlag München Wien 2008, ISBN 978-3-486-58330-4.
- Bernd Klein: Versuchsplanung – DoE. Einführung in die Taguchi/Shainin-Methodik. 2. korrigierte und erweiterte Auflage. Oldenbourg, München 2007, ISBN 978-3-486-58352-6.
- Wilhelm Kleppmann: Versuchsplanung. Produkte und Prozesse optimieren. 10. überarbeitete Auflage. Carl Hanser Verlag, München 2020, ISBN 978-3-446-46146-8 (Praxisreihe Qualitätswissen).
- Volker Nollau: Statistische Analysen. Mathematische Methoden der Planung und Auswertung von Versuchen (= Lehr- und Handbücher der Ingenieurwissenschaften. Band 37). 2. Auflage. Birkhäuser Verlag, Basel 1979, ISBN 3-7643-1019-7.
- Harro Petersen: Grundlagen der Statistik und der statistischen Versuchsplanung – Teil 2: Grundlagen der statistischen Versuchsplanung. Band 2. Landsberg/Lech 1991, ISBN 3-609-65340-X.
- Dieter Rasch, G. Herrendörfer, J. Bock, K. Busch: Verfahrensbibliothek. Versuchsplanung und Auswertung. Band 1–3 (1978–1981). Deutscher Landwirtschaftsverlag, Berlin.
- Dieter Rasch, Volker Guiard, Gerd Nürnberg: Statistische Versuchsplanung. Einführung in die Methoden und Anwendung des Dialogsystems CADEMO. G. Fischer Verlag, Stuttgart 1992, ISBN 3-437-40247-1.
- Dieter Rasch und Dieter Schott:Mathematische Statistik, Kap. 12 Versuchsanlagen. Wiley-VCH, Weinheim 2016, ISBN 978-3-527-33884-9.
- Holger Wilker: Systemoptimierung in der Praxis – Teil 2: Leitfaden zur statistischen Versuchsauswertung. Band 1. Books on Demand, Norderstedt 2006, ISBN 3-8334-6306-6.